# いつだってやめられる 7人の危ない教授たち
『いつだってやめられる 7人の危ない教授たち』（いつだってやめられる しちにんのあぶないきょうじゅたち、Smetto quando voglio）は2014年のイタリアの犯罪コメディ映画。
シドニー・シビリア監督の長編デビュー作品で、出演はエドアルド・レオとヴァレリア・ソラリーノなど。
社会から弾き出された学者たちが、合法ドラッグでひと儲けしようとする姿を描いている。
2017年に続編2部作『いつだってやめられる 10人の怒れる教授たち』『いつだってやめられる 闘う名誉教授たち』が公開された。
イタリア映画祭2015で上映された際の日本語タイトルは『いつだってやめられる』。

## ストーリー
神経生物学者のピエトロは勤めていた大学との契約が打ち切られるが、そのことを同棲中の恋人ジュリアに告げることができず、途方に暮れる。
ところが、安価に製造できる合成薬物が驚くほど高い値で売買されていることを知ったピエトロは、計算化学者のアルベルトをはじめ、大学をクビになるなどして不遇な状況にある様々な研究者らを集めて、合法ドラッグを製造・販売することにする。
メンバーそれぞれの専門分野を活かし、ピエトロらのドラッグは品質の良さによってすぐに大人気となり、彼らは莫大な利益を得るようになる。
しかし、ローマのドラッグ市場を牛耳るムレーナに目をつけられてジュリアを人質に取られた上、自ら作ったドラッグを試すうちに薬物依存症となったアルベルトが交通事故を起こし、所持していた大量のドラッグを警察に見つけられてしまったことから、ピエトロらは窮地に陥る。さらに、ムレーナから要求された量のドラッグを作るために必要な薬品を手に入れるため、ピエトロらは薬局に強盗に入るが、薬剤師がピエトロの授業を受けていた学生だったことから計画は頓挫、しかも慌てたメンバーの1人が薬剤師を撃って怪我をさせてしまったことから、事態はさらに混乱する。
ピエトロはまず短期記憶を曖昧にする薬を作って薬剤師に飲ませる。次に、ムレーナから要求された量のドラッグを偽物で用意する。ドラッグが本物であるかをムレーナが確かめる際の飲み物にサンプルとして1錠だけ残っていたドラッグを溶かしておくことでムレーナを騙し、無事にジュリアを取り戻す。さらに、怪我をした薬剤師をムレーナの車のトランクに隠すと、ピエトロは警察に出頭し、自分1人が罪を被り、他のメンバーを赦免してもらう代わりにムレーナを警察に売って逮捕させ、薬剤師を誘拐した罪を着せる。
こうしてピエトロだけが収監され、1年半の月日が流れる。
ジュリアはピエトロとの間に生まれた赤ん坊を連れて面会にやってくる。ピエトロが刑務所で教師として働いて稼いだ給与が生活の頼りであると打ち明けたジュリアは、模範囚のピエトロがあと数ヶ月で出所することに不安を感じていた。ピエトロはもう少し刑務所で働けるように他の囚人らとトラブルを起こすつもりだと答え、これも悪くない選択だろうと言い聞かせる。

## キャスト
- ピエトロ・ズィンニ: エドアルド・レオ - 神経生物学者。グループのリーダー。
- ジュリア: ヴァレリア・ソラリーノ（イタリア語版） - ズィンニの同棲中の恋人。薬物依存者を世話しているソーシャルワーカー。
- アルベルト・ペトレッリ: ステファノ・フレージ - 計算化学者。ズィンニの右腕。中華料理屋の皿洗い。
- マッティア・アルジェリ: ヴァレリオ・アプレア（イタリア語版） - 解釈論的記号学者。ガソリンスタンドの給油係。
- アルトゥーロ・フランティーニ: パオロ・カラブレージ（イタリア語版） - 古典考古学者。古代ローマの都市設計の専門家。
- バルトロメオ・ボネッリ: リベロ・デ・リエンツォ（イタリア語版） - 動学マクロ経済学者。ギャンブル依存症。ロマの女性のヒモ。
- ジョルジョ・シローニ: ロレンツォ・ラヴィア（イタリア語版） - ラテン碑銘学者。ガソリンスタンドの給油係。マッティアの相棒。
- アンドレア・デ・サンクティス: ピエトロ・セルモンティ - 文化人類学者。概念的カモフラージュの専門家。
- セタ教授: セルジョ・ソッリ（イタリア語版） - ズィンニの上司。俗物。
- ムレーナ: ネーリ・マルコレ（イタリア語版） - ギャングのボス。流体力学の元研究者。
- ガラトロ警視: フランチェスコ・アクアローリ（イタリア語版） - 交通事故を起こしたアルベルトを尋問。

## 製作
シドニー・シビリア監督によれば、本作は「首席の学者がごみ収集員」という記事から着想を得ており、この記事をきっかけに実際に研究者たちに取材した結果を参考にしている。また、ロケ場所となった大学から条件として大学の研究員1人の給与1年分を支払うことを要求され、その交渉のために参加しなければならないコミッション（大学の教授会のようなもの）には学位が必要だったものの、撮影クルー内で学位を持っているのが主演のエドアルド・レオだけだったため、彼が代表となってコミッションで交渉し、実際に研究員1人の給与1年分を支払った。

## 日本での公開
日本では「イタリア映画祭2015」で『いつだってやめられる』のタイトルで上映された後、2018年6月23日からヒューマントラストシネマ有楽町などで開催された、劇場未公開のイタリア映画を特集する「Viva!イタリア vol.4」で劇場公開された。
2019年1月9日にソニー・ピクチャーズエンタテインメントからシリーズ3作品を収録した3枚組DVD「いつだってやめられる 3部作コンプリートセット」が発売された。

## 作品の評価
第59回ダヴィッド・ディ・ドナテッロ賞では、作品賞や新人監督賞、脚本賞、主演男優賞（エドアルド・レオ）、助演男優賞（ヴァレリオ・アプレア、リベロ・デ・リエンツォ、ステファノ・フレージ）など10部門で計12のノミネートを得るが、いずれも受賞はならなかった。
第69回ナストロ・ダルジェント賞では、コメディ映画賞など5部門でノミネートされ、プロデューサー賞のみ受賞を果たした。